# 蘭姆位移

氫能級精細結構 - 對玻爾模型的相對論修正

物理學中，以威利斯·蘭姆（Willis Lamb）為名的蘭姆位移（英語：Lamb shift）是氫原子兩個能階（{\displaystyle ^{2}S_{1/2}}與{\displaystyle ^{2}P_{1/2}}）間的微小能量差。根據狄拉克的量子理論，{\displaystyle n}量子數及{\displaystyle j}量子數相同但{\displaystyle l}量子數不同的氫原子能態應該是簡併態，也就是不會有能量差值。:332-333
蘭姆位移是由真空能量波動產生的虛光子與電子在這兩個軌道中圍繞氫核移動時的相互作用引起的。 此後，蘭姆位移透過真空能量波動在黑洞霍金輻射的理論預測中發揮了重要作用。
這種效應於1947年在氫微波譜蘭姆-雷瑟福實驗(Lamb–Retherford experiment)中首次測量到，而該測量為重正化理論處理分歧提供了刺激。 它是朱利安·施溫格(Julian Schwinger)、理查德·費曼(Richard Feynman)、厄恩斯特·斯蒂克爾堡(Ernst Stueckelberg)、朝永振一郎(Sin-Itiro Tomonaga) 和弗里曼·戴森(Freeman Dyson) 開發的現代量子電動力學的先驅。 威利斯·蘭姆因與蘭姆位移相關的發現而獲得1955年諾貝爾物理學獎。

## 蘭姆-雷瑟福實驗成果
於1947年，蘭姆以及羅伯特·雷瑟福（Robert Retherford）進行了一項實驗，利用微波技術來刺激氫原子{\displaystyle ^{2}S_{1/2}}與{\displaystyle ^{2}P_{1/2}}能階之間的射頻躍遷（radio-frequency transitions）。利用比光學躍遷（optical transitions）還要低的頻率，使得都卜勒增寬（Doppler broadening）效應可以被忽略（因為都卜勒譜線增寬跟頻率呈正比關係）。他們兩人發現如此使得{\displaystyle ^{2}S_{1/2}}能階比{\displaystyle ^{2}P_{1/2}}能階還高出約1057兆赫（MHz）的能量差。
如此特殊的差異是量子電動力學中的單圈效應（one-loop effect），可以解釋為被原子發射又再吸收的虛光子所造成的影響。在量子電動力學中，電磁場也被量子化，而類似於量子力學中的量子諧振子，其最低能態所具有的能量不會是零。因此存在微小的零點振盪，導致電子會進行快速的振盪運動（參見顫動條目）。電子雲因此有些「抹開」（"smeared out"），而半徑從{\displaystyle r}變為{\displaystyle r+\delta r}。
庫侖位勢因此被微擾了一些，而兩能階的簡併性被破壞掉。新的場勢可以（利用原子單位）近似為：
{\displaystyle \langle E_{\mathrm {pot} }\rangle =-{\frac {Ze^{2}}{4\pi \epsilon _{0}}}\left\langle {\frac {1}{r+\delta r}}\right\rangle .}
蘭姆位移本身則可寫為
{\displaystyle \Delta E_{\mathrm {Lamb} }=\alpha ^{5}m_{e}c^{2}{\frac {k(n,0)}{4n^{3}}}}，針對{\displaystyle \ell =0\,}
其中約為13的{\displaystyle k(n,0)}隨著{\displaystyle n}些微變動；而
{\displaystyle \Delta E_{\mathrm {Lamb} }=\alpha ^{5}m_{e}c^{2}{\frac {1}{4n^{3}}}\left[k(n,\ell )\pm {\frac {1}{\pi (j+{\frac {1}{2}})(\ell +{\frac {1}{2}})}}\right]}，針對{\displaystyle \ell \neq 0}以及{\displaystyle j=\ell \pm {\frac {1}{2}}}
其中{\displaystyle k(n,\ell )}為一個小的數值（< 0.05）。

## 氫原子譜線中的蘭姆位移
於1947年，漢斯·貝特（Hans Bethe）首次對氫原子譜線中的蘭姆位移做出解釋，並且對導引出量子電動力學的進程建下基礎。蘭姆位移目前對於精細結構常數α的測量提供了比百萬分之一還佳的精確度，使得量子電動力學預測的正確性得到證實。

## 外部連結
- Hans Bethe talking about Lamb-shift calculations （页面存档备份，存于） on Web of Stories
- Nobel Prize biography of Willis Lamb （页面存档备份，存于）
- Nobel lecture of Willis Lamb: Fine Structure of the Hydrogen Atom （页面存档备份，存于）